# Hrastje, Šentjur
Hrastje este o localitate din comuna Šentjur, Slovenia, cu o populație de 145 de locuitori.